# Tiro com arco nos Jogos Olímpicos de Verão de 2016

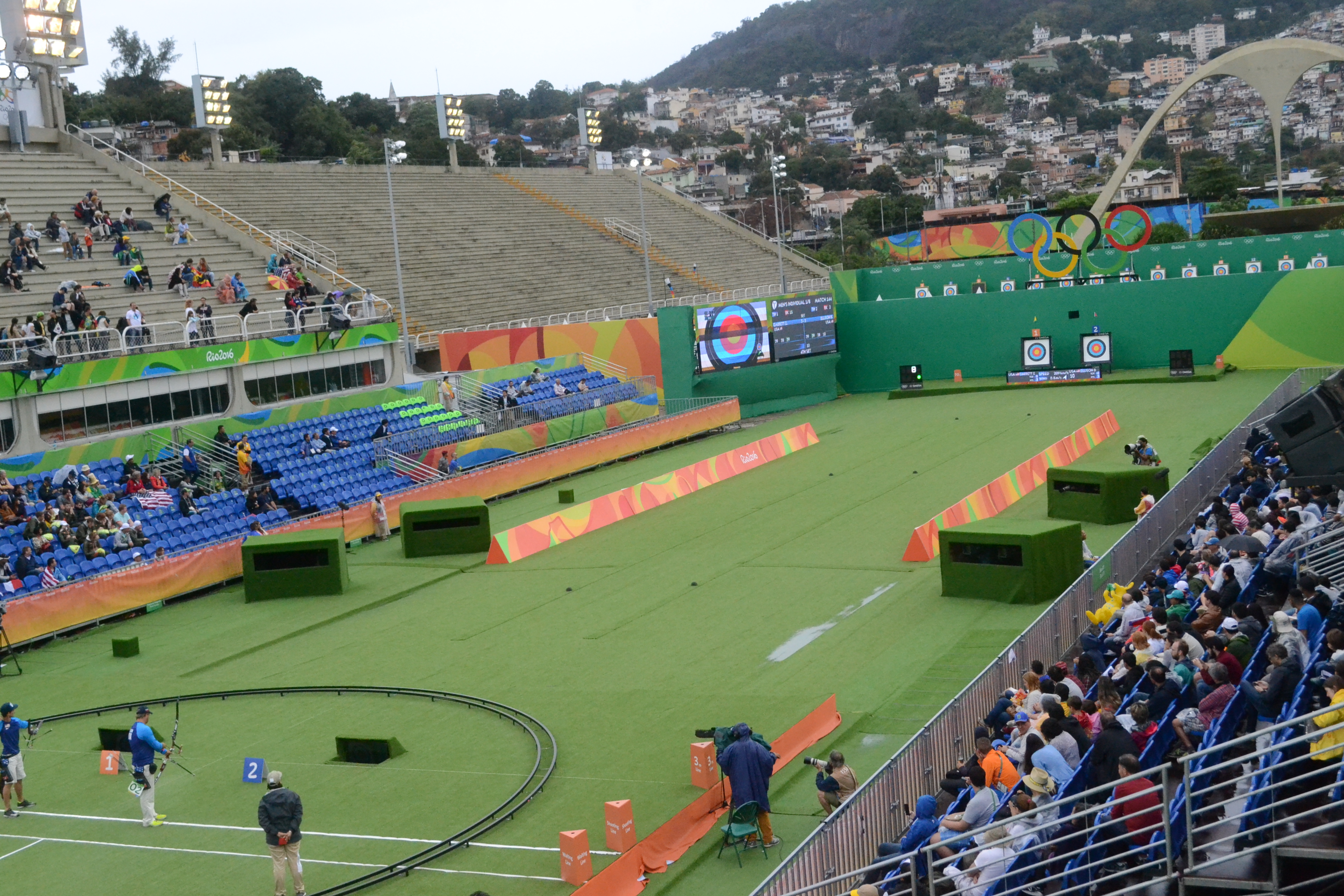
O Sambódromo sediou as competições de tiro com arco.

As competições de tiro com arco nos Jogos Olímpicos de Verão de 2016 foram disputadas entre 5 e 12 de agosto no Sambódromo da Marquês de Sapucaí, no Rio de Janeiro. Contou com a disputa de quatro eventos e a participação de 128 competidores.
Nas qualificatórias da competição individual masculina, o sul-coreano Kim Woo-jin marcou 700 em 720 pontos possíveis e ultrapassou o recorde anterior feito nos Jogos Olímpicos de 2012 pelo compatriota Im Dong-Hyun, naquele que foi o primeiro recorde mundial quebrado nestas Olimpíadas.

## Eventos
Quatro conjuntos de medalhas foram concedidos:
- Individual masculino
- Individual feminino
- Equipe masculino
- Equipe feminino

## Qualificação
Foram disponibilizadas 128 vagas para o tiro com arco nos Jogos Olímpicos de 2016: 64 para homens e 64 para mulheres. Cada Comitê Olímpico Nacional (CON) pode inscrever no máximo seis competidores, sendo três por gênero. Os CONs que qualificaram equipes puderam enviar três competidores para o evento em conjunto e também inscrever cada um dos membros no evento individual. Foram 12 vagas por equipes para cada gênero, qualificando 36 arqueiros por esse método. Todos os outros CONs puderam garantir no máximo uma vaga por gênero para os eventos individuais.
Seis vagas estavam reservadas ao Brasil por ser sede, e outras seis foram decididas pela Comissão Tripartite. As 116 vagas restantes foram alocadas por meio de um processo de qualificação, no qual os arqueiros ganharam as vagas para seus respectivos CONs, embora não necessariamente para eles próprios.
Para se qualificar para participar dos Jogos Olímpicos após o CON obter uma vaga, todos os arqueiros deveriam ter alcançado a pontuação mínima de qualificação (MQS) de 630 para os homens e 600 para as mulheres. O MQS deveria ser alcançado entre 26 de julho de 2015 (começando no Campeonato Mundial de  2015) e 11 de julho de 2016 em um evento registrado da Federação Mundial de Tiro com Arco.

## Calendário
| Agosto        | 3 | 4 | 5 | 6 | 7 | 8 | 9 | 10 | 11 | 12 | 13 | 14 | 15 | 16 | 17 | 18 | 19 | 20 | 21 |
| ------------- | - | - | - | - | - | - | - | -- | -- | -- | -- | -- | -- | -- | -- | -- | -- | -- | -- |
| Tiro com arco |   |   |   | 1 | 1 |   |   |    | 1  | 1  |    |    |    |    |    |    |    |    |    |

|  | Dia de competição |  | Dia de final |

## Medalhistas
Masculino
Em individuais, Ku Bon-chan, da Coreia do Sul foi campeão olímpico. Derrotou Jean-Charles Valladont (França), que foi prata, enquanto o estadunidense Brady Ellison ganhou a Sjef van den Berg, dos Países Baixos, para conquistar o bronze. Por equipes, a Coreia do Sul conquistou o ouro ganhando aos estadunidenses, com a tripla da Austrália a ficar com a medalha de bronze ao superar a China.
| Evento              | Ouro                                                    | Prata                                                       | Bronze                                           |
| ------------------- | ------------------------------------------------------- | ----------------------------------------------------------- | ------------------------------------------------ |
| Individual detalhes | Ku Bon-chan KOR Coreia do Sul                           | Jean-Charles Valladont FRA França                           | Brady Ellison USA Estados Unidos                 |
| Equipes detalhes    | Kim Woo-jin Ku Bon-chan Lee Seung-yun KOR Coreia do Sul | Brady Ellison Zach Garrett Jake Kaminski USA Estados Unidos | Alec Potts Ryan Tyack Taylor Worth AUS Austrália |

Feminino
O título olímpico da competição individual feminina foi conquistado por Chang Hye-jin, da Coreia do Sul, ao ficar na frente da alemã Lisa Unruh (prata) e da compatriota Ki Bo-bae, que ficou com o bronze ao ganhar à mexicana Alejandra Valencia. Na competição de equipes, a medalha de ouro foi para a Coreia do Sul, que bateu na final a Rússia. O bronze foi conquistado pela tripla do Taipé Chinês frente à Itália.
| Evento              | Ouro                                                  | Prata                                                         | Bronze                                                   |
| ------------------- | ----------------------------------------------------- | ------------------------------------------------------------- | -------------------------------------------------------- |
| Individual detalhes | Chang Hye-jin KOR Coreia do Sul                       | Lisa Unruh GER Alemanha                                       | Ki Bo-bae KOR Coreia do Sul                              |
| Equipes detalhes    | Chang Hye-jin Choi Mi-sun Ki Bo-bae KOR Coreia do Sul | Tuiana Dashidorzhieva Ksenia Perova Inna Stepanova RUS Rússia | Le Chien-ying Lin Shih-chia Tan Ya-ting TPE Taipé Chinês |

## Quadro de medalhas
| Ordem | País               | Medalha de ouro | Medalha de prata | Medalha de bronze |    | Ordem por total |
| ----- | ------------------ | --------------- | ---------------- | ----------------- | -- | --------------- |
| 1     | KOR Coreia do Sul  | 4               |                  | 1                 | 5  | 1               |
| 2     | USA Estados Unidos |                 | 1                | 1                 | 2  | 2               |
| 3     | GER Alemanha       |                 | 1                |                   | 1  | 3               |
|       | FRA França         |                 | 1                |                   | 1  | 3               |
|       | RUS Rússia         |                 | 1                |                   | 1  | 3               |
| 6     | AUS Austrália      |                 |                  | 1                 | 1  | 3               |
|       | TPE Taipé Chinês   |                 |                  | 1                 | 1  | 3               |
| TOTAL | TOTAL              | 4               | 4                | 4                 | 12 | —               |